# Riu Caquetá
El riu Caquetá, riu Japurá o Yapura és un riu afluent del riu Amazones que té una llargada de 2.816 km. Neix sota el nom de riu Caquetá als Andes, al Páramo de las Papas, al sud-oest de Colòmbia. Flueix cap al sud-est fins al Brasil, on passa a dir-se Japurá. Entra dins del riu Amazones per una xarxa de canals. És navegable per petits bots al Brasil. Té un cabal hidràulic mitjà de 18.200 km³.
El riu té una gran varietat de peixos i rèptils incloent enorme peixos gat que pesen 91 kg i fan 8 m de llargada, angules elèctriques, piranyes, tortugues i caimans. Gran part de la seva selva s'ha convertit en pastures i conreus d'arròs, moresc i canya de sucre i també hi ha plantacions de coca.